# Cacumisporium capitulatum
Cacumisporium capitulatum är en svampart som först beskrevs av August Karl Joseph Corda, och fick sitt nu gällande namn av S. Hughes 1958. Cacumisporium capitulatum ingår i släktet Cacumisporium, divisionen sporsäcksvampar och riket svampar.   Inga underarter finns listade i Catalogue of Life.